# Betlinshausen
Betlinshausen ist ein Gemeindeteil der Stadt Illertissen und eine Gemarkung im schwäbischen Landkreis Neu-Ulm (Bayern).

## Geographie
Das Kirchdorf liegt am Osthang des Illertals, etwa 2 km nördlich von Illertissen. Im Osten befindet sich der Altort, westlich schließen sich, teils etwas abgesetzt, die Siedlungsgebiete an. Der Schwärzlegraben und der Krautgartengraben entspringen im bzw. nahe dem Ort und verbinden sich nördlich zum Mauchegraben.
Die Gemarkung Betlinshausen liegt vollständig im nördlichen Stadtgebiet von Illertissen und hat eine Fläche von etwa 2,63 Quadratkilometer. Benachbarte Gemarkungen sind Bellenberg, Tiefenbach und  Illertissen.

## Geschichte
Betlinshausen war bereits im Spätmittelalter ein beliebter Wallfahrtsort. Die Kirche St. Johannes Baptist mit ihren Kuppeltürmchen geht auf die Barockzeit zurück. Bis 1875 war die Schreibweise Bettlinshausen.
Die damalige Gemeinde im Landkreis Illertissen wurde am 1. Juli 1971 im Rahmen der Gemeindegebietsreform in die Stadt Illertissen eingegliedert.

### Bevölkerungsentwicklung
| Jahr      | 1840 | 1871 | 1900 | 1925 | 1950 | 1961 | 1970 | 1987 | 2011 |
| Einwohner | 138  | 162  | 152  | 193  | 356  | 379  | 816  | 946  | 1039 |

## Wirtschaft
Der früher rein landwirtschaftlich strukturierte Ort erfuhr ab der zweiten Hälfte des 20. Jahrhunderts durch Siedlungsgebiete ein starkes Wachstum.
Etwa 200 m von östlichen Ortsrand entfernt führt die Autobahn A 7 vorbei. Sie ist über die südlich gelegene Anschlussstelle Illertissen (AS 124) zu erreichen. Parallel dazu läuft im Westen die Staatsstraße St 2031. Im Südwesten berührt die Kreisstraße NU 9 von Illertissen nach Tiefenbach den Ort.

## Kultur und Sehenswürdigkeiten
- Die St.-Johannes-Baptist-Kirche mit eingezogenem Polygonalchor und Westturm wurde an Stelle einer älteren Kirche 1774 erbaut. Das Gebäude wurde vom Baumeister und Stuckateur Jakob Jehle entworfen. 1980 folgten Erweiterungen und Umbaumaßnahmen.
- Gefallenendenkmal an der Pfarrkirche aus dem Ersten und Zweiten Weltkrieg.

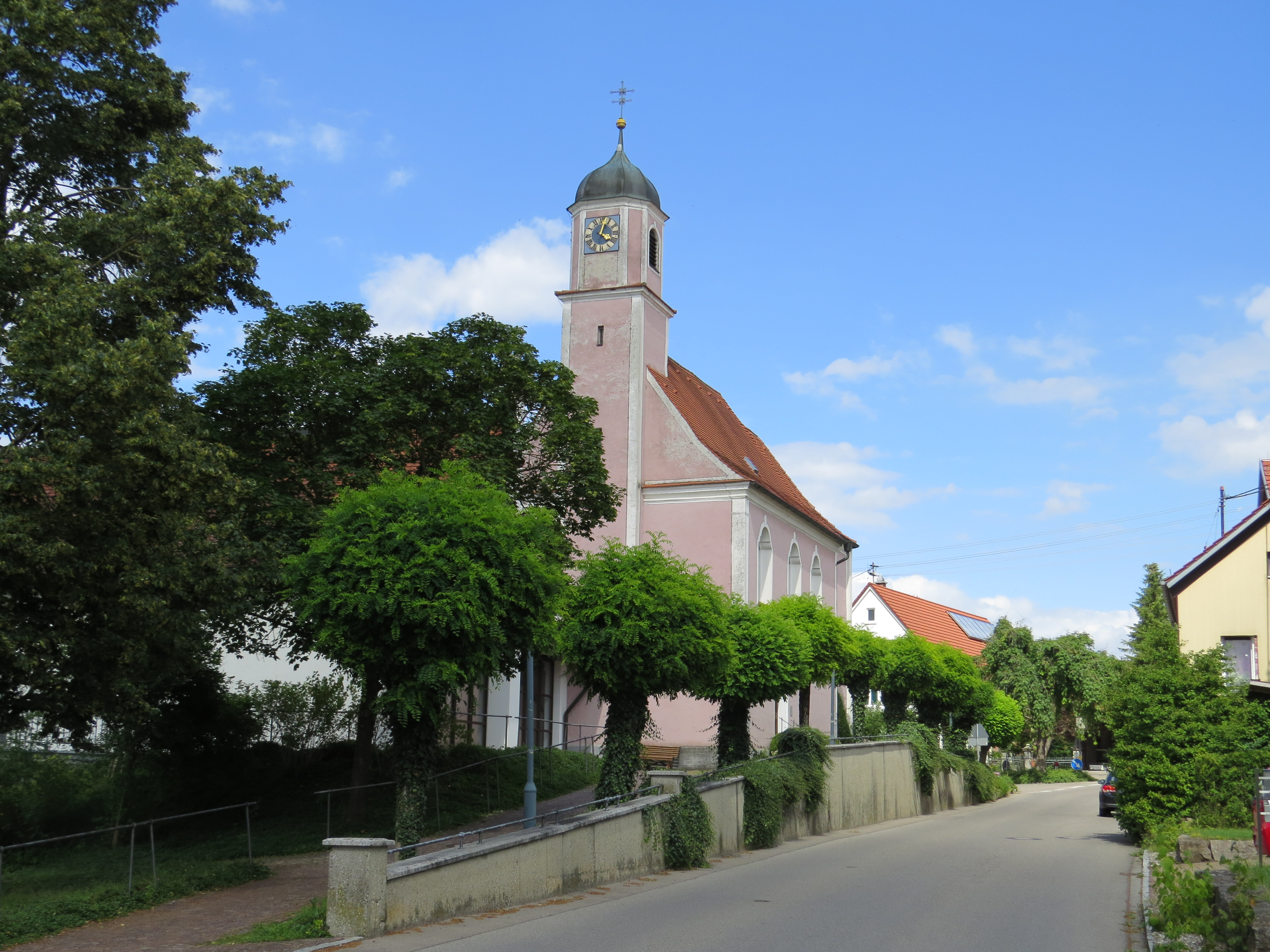
Kuratiekirche St. Johannes Baptista in Betlinshausen
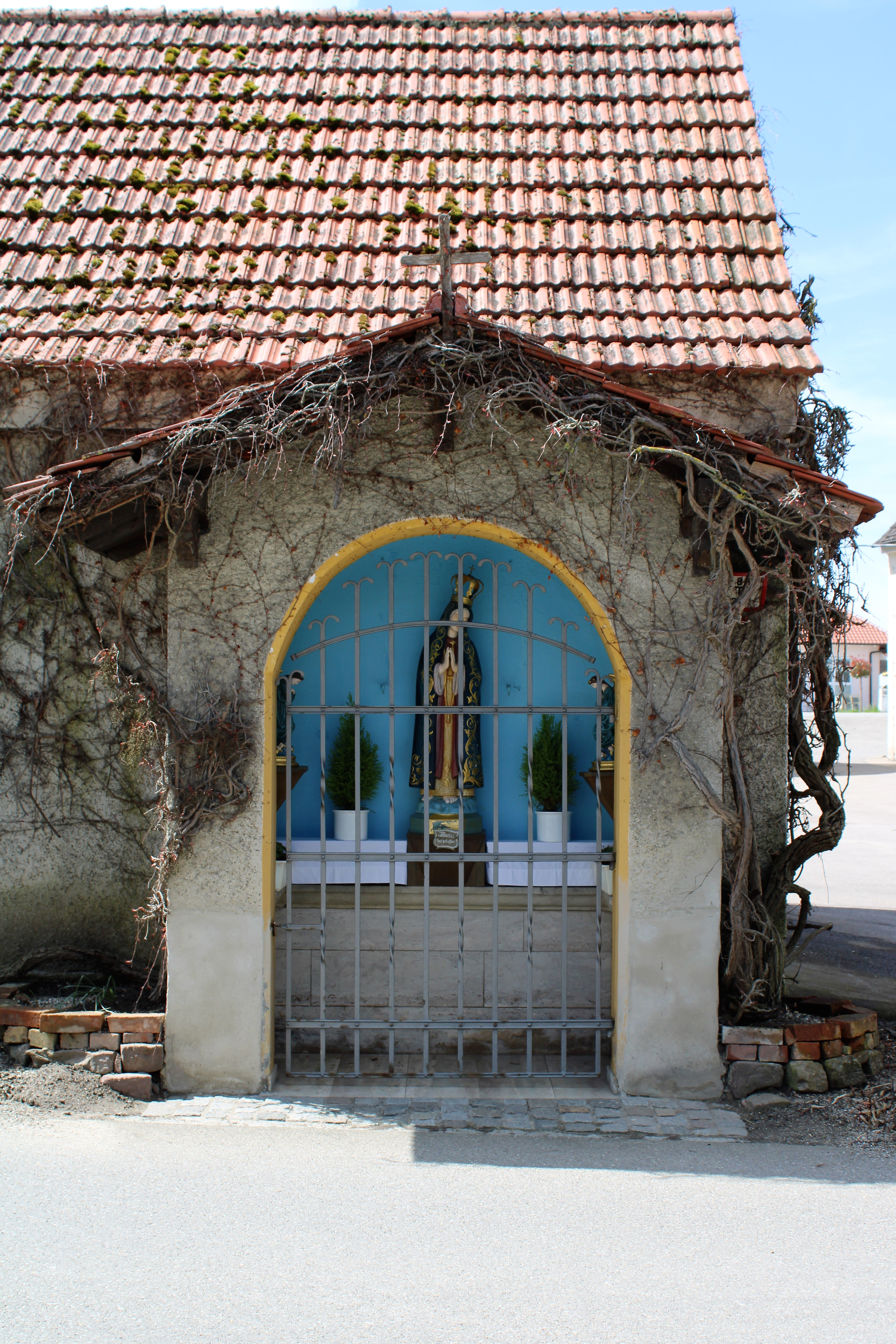
Marienstatue
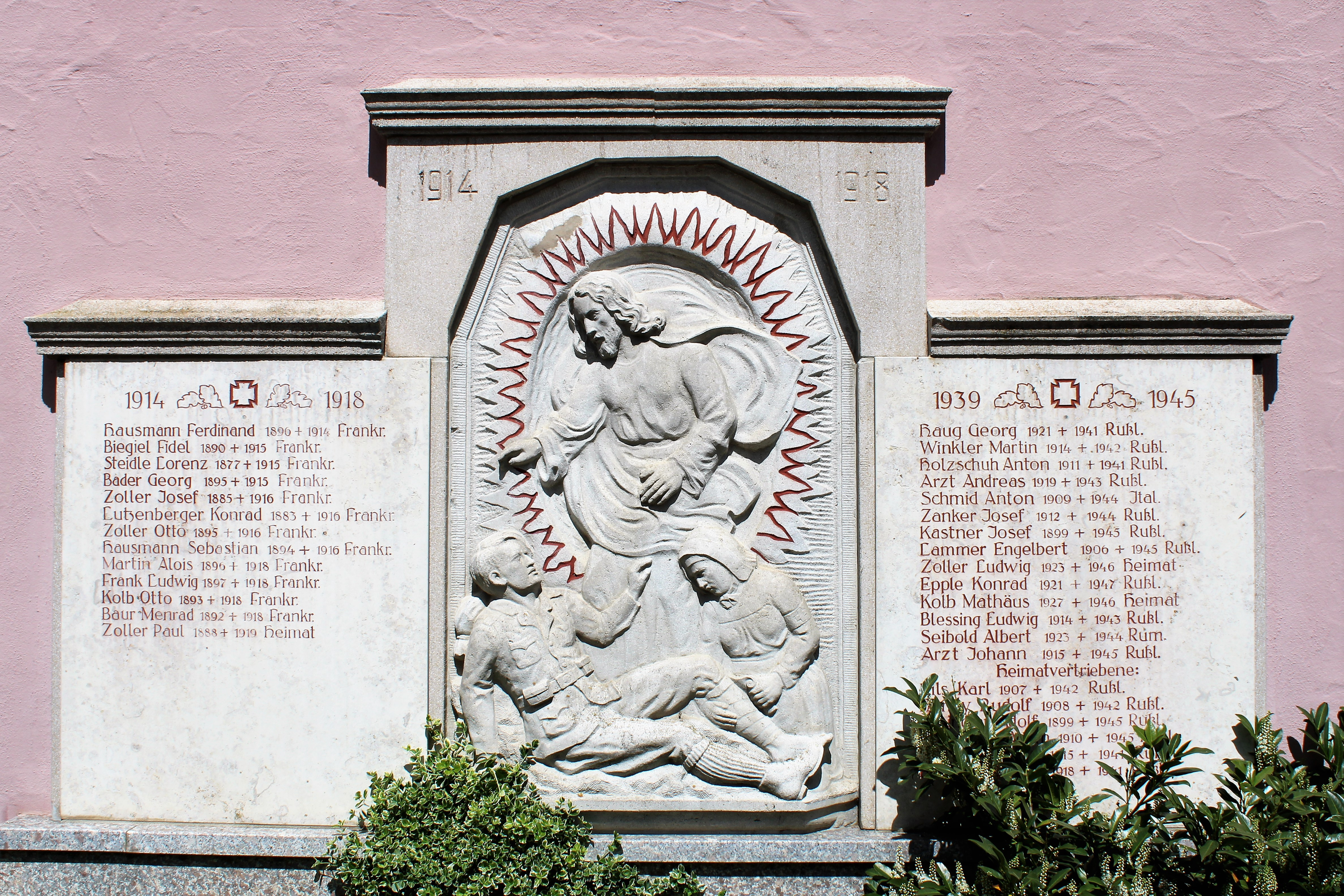
Gefallenendenkmal bei der Kirche
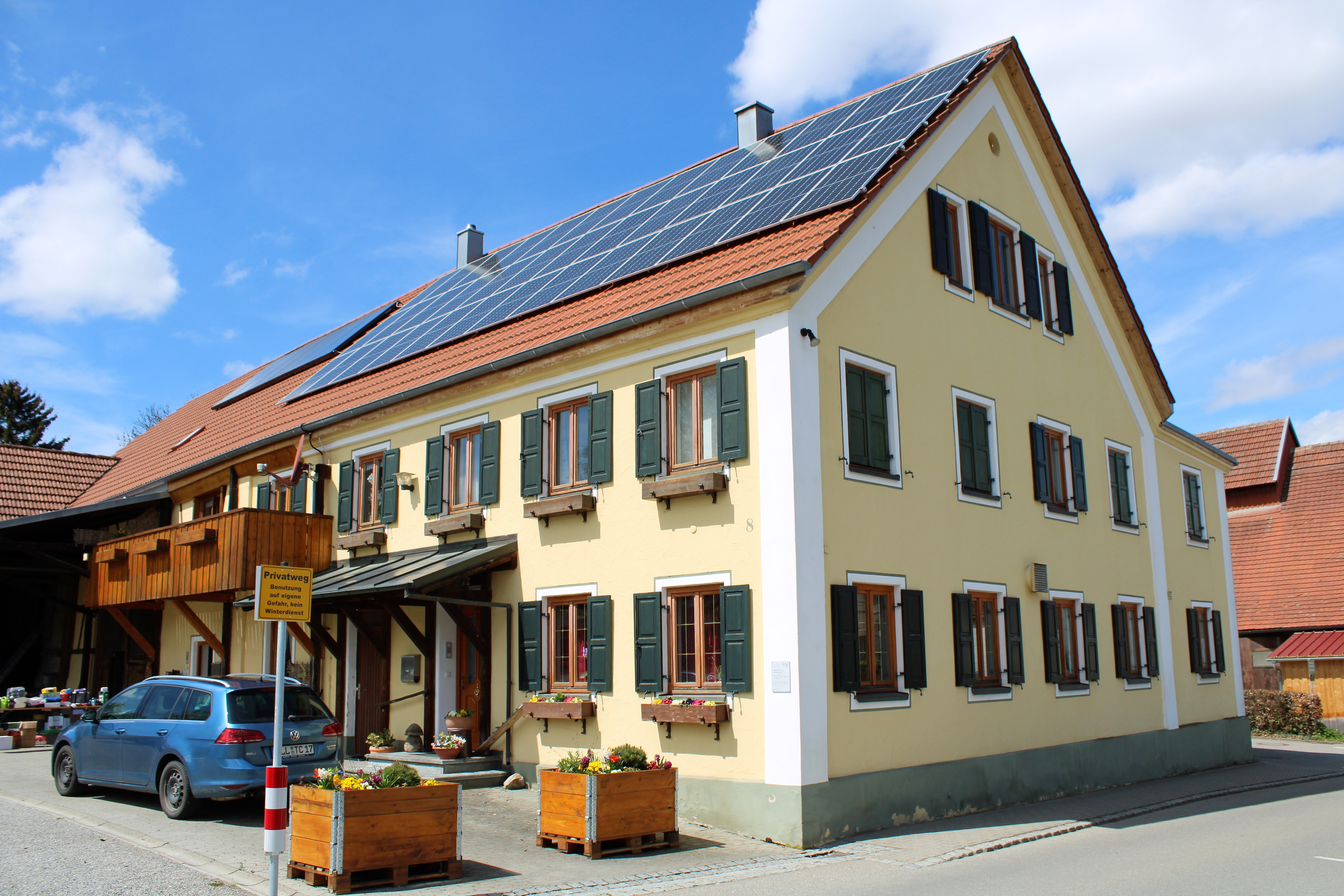
Bauernhaus in der Ortsmitte
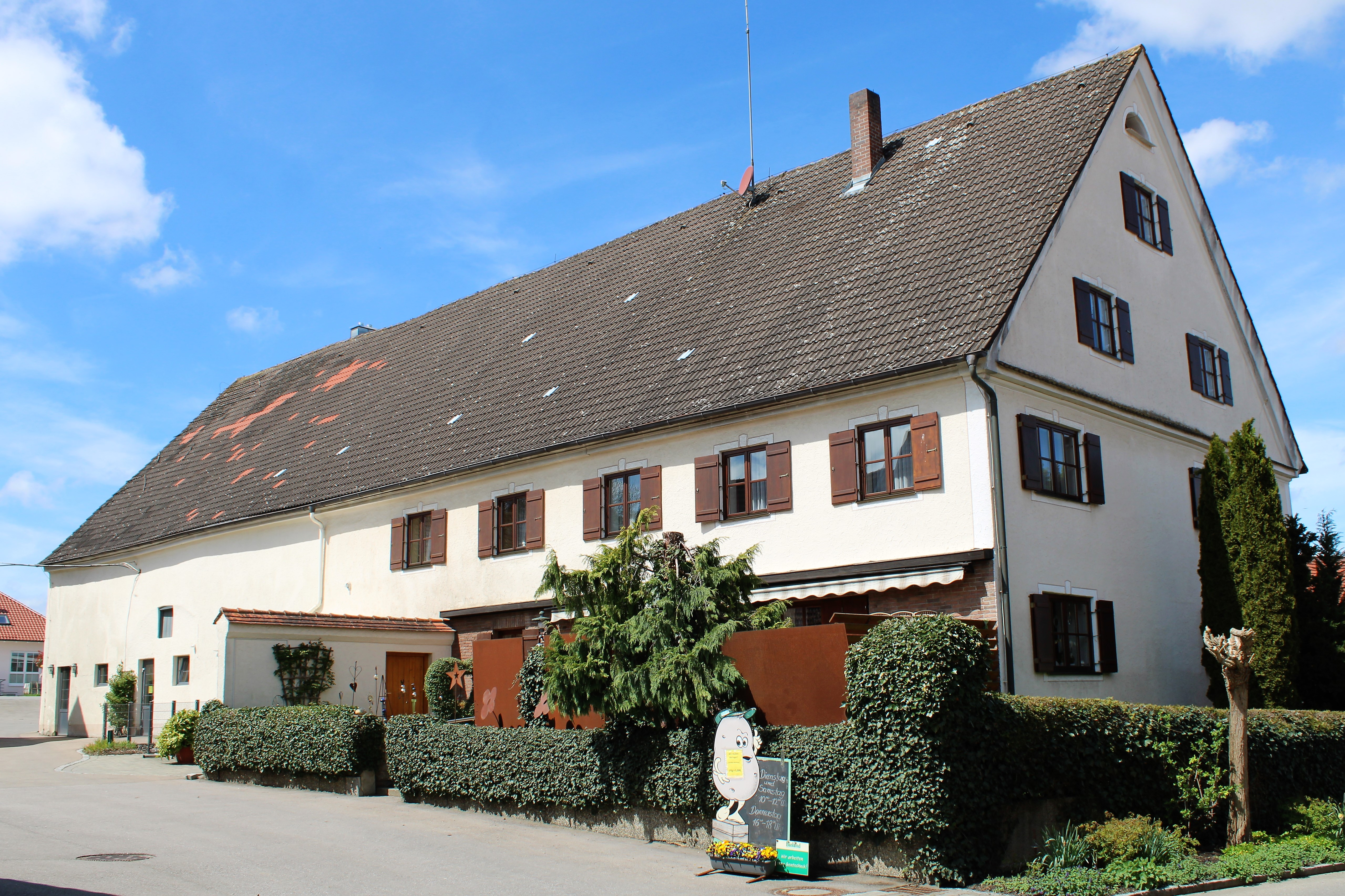
Bauernhaus in der Straße „Zum Reiser“

Siehe: Liste der Baudenkmäler in Betlinshausen

## Bildung

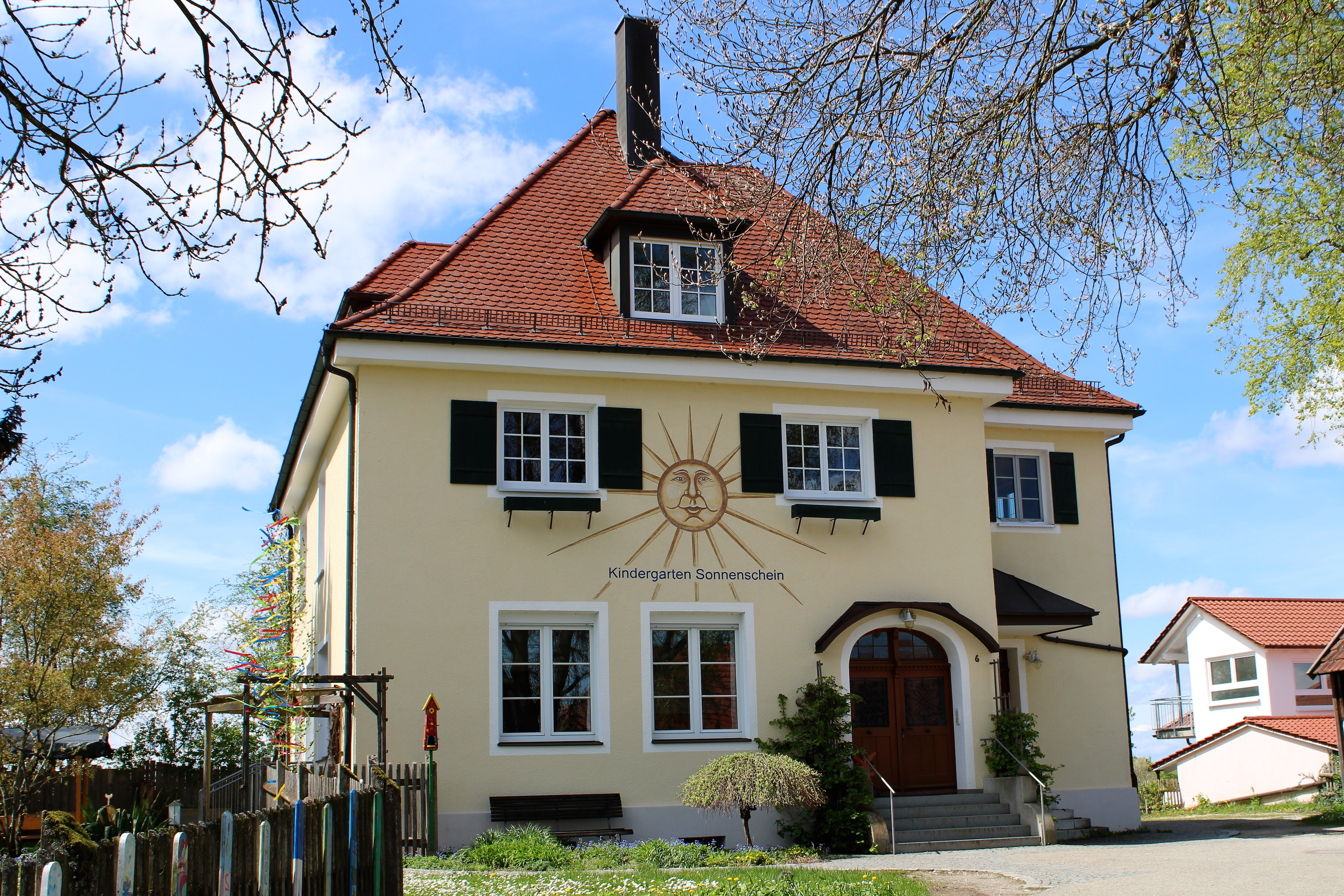
Kindergarten

- Der Kindergarten „Sonnenschein“ betreut bis zu 54 Kinder im Alter von 2,5 Jahren bis zum Schuleintritt.

## Sport- und Kulturvereine
- Sportverein Betlinshausen 1981 e.V.
- Chorgemeinschaft Betlinshausen
- Feuerwehrverein
- Garten- und Blumenfreunde Betlinshausen
- Jagdgenossenschaft Illertissen/Betlinshausen
- Krieger- und Soldatenverein Betlinshausen
- Kulturring Betlinshausen
- Musikkapelle Betlinshausen
- Schützenverein Betlinshausen e.V.

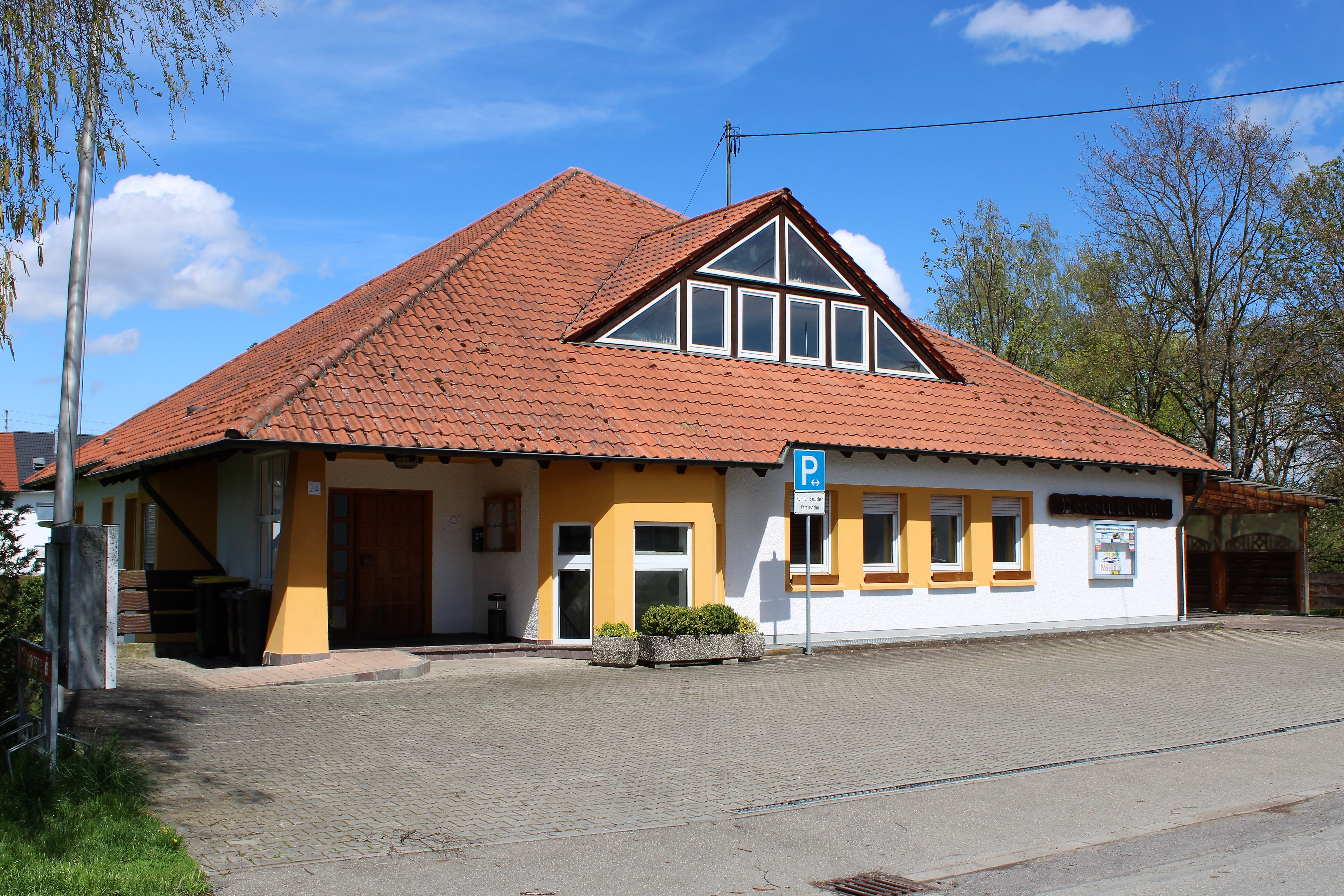
Vereinsheim
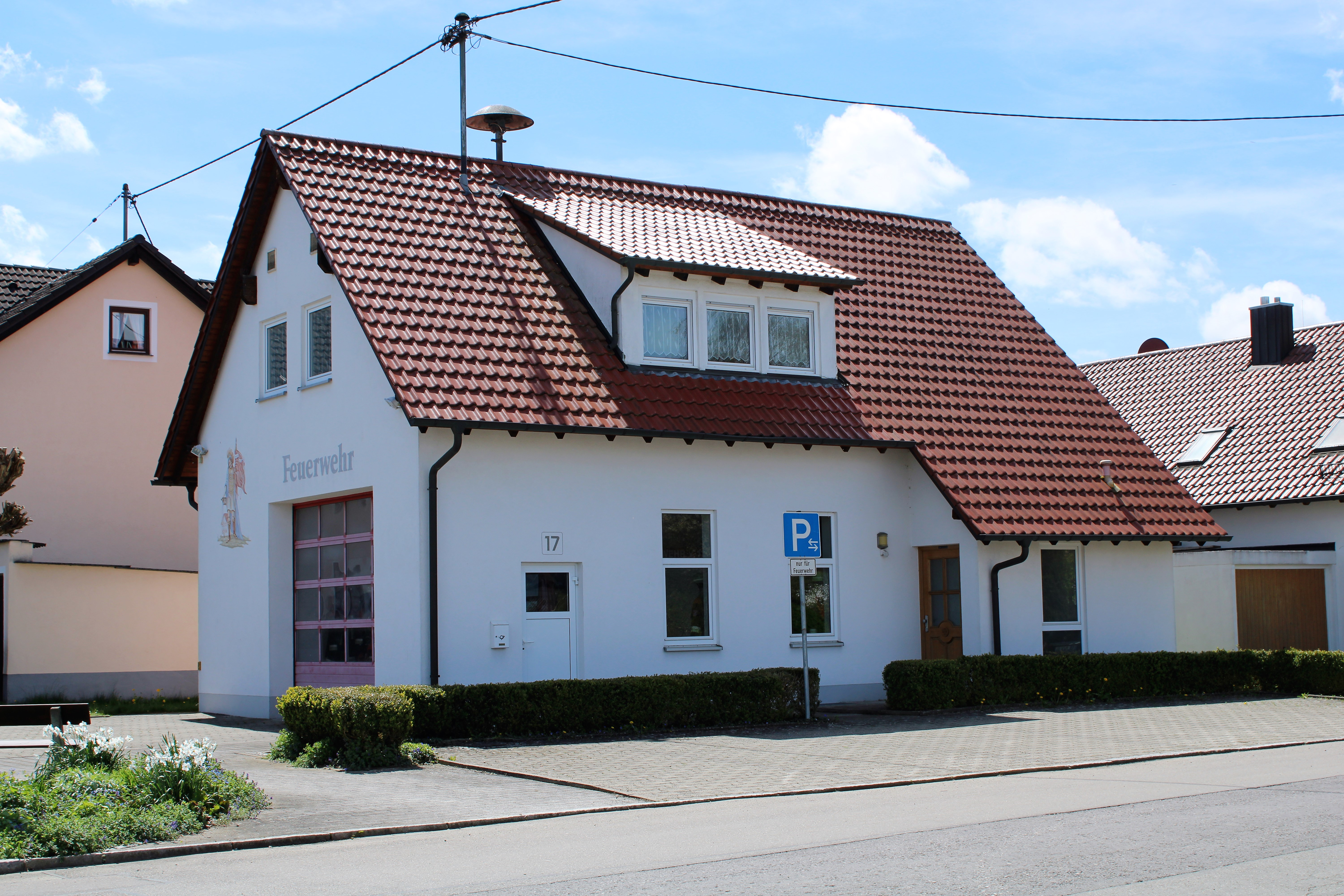
Feuerwehrhaus